# Raleigh (Terranova y Labrador)
Raleigh es un pueblo canadiense situado en la provincia de Terranova y Labrador.

## Superficie
Raleigh tiene una superficie de 11,27 km².

## Demografía
En 2021, tenía 150 habitantes, una densidad poblacional de 13,3 hab./km², y 108 viviendas.